# Vibo Valentia (provins)
Vibo Valentia är en provins i regionen Kalabrien i Italien. Vibo Valentia är huvudort i provinsen. Provinsen etablerades 1992 genom en utbrytning ur provinsen Catanzaro.

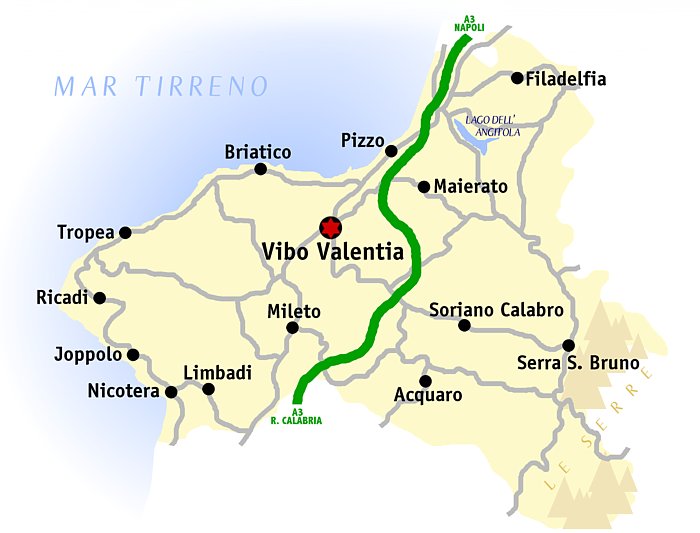
Karta över provinsen

## Administration
Provinsen Vibo Valentia är indelad i 50 comuni (kommuner). Alla kommuner finns i lista över kommuner i provinsen Vibo Valentia.